# Metall

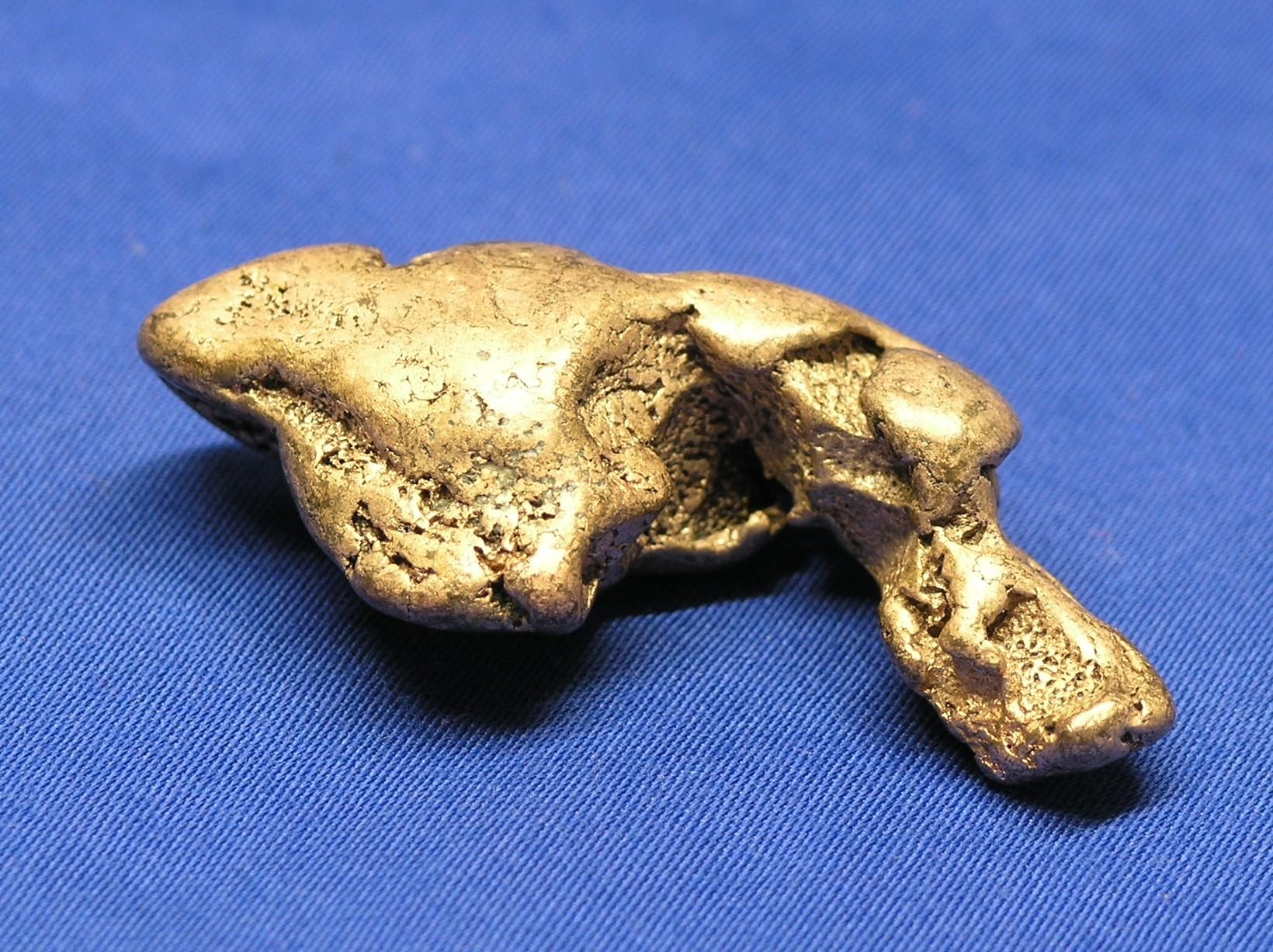
Palleta de coure

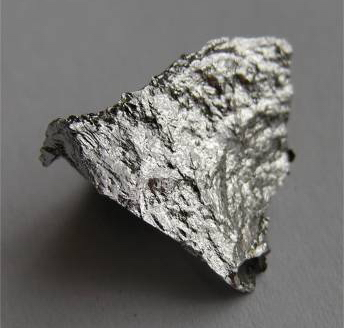
Manganès

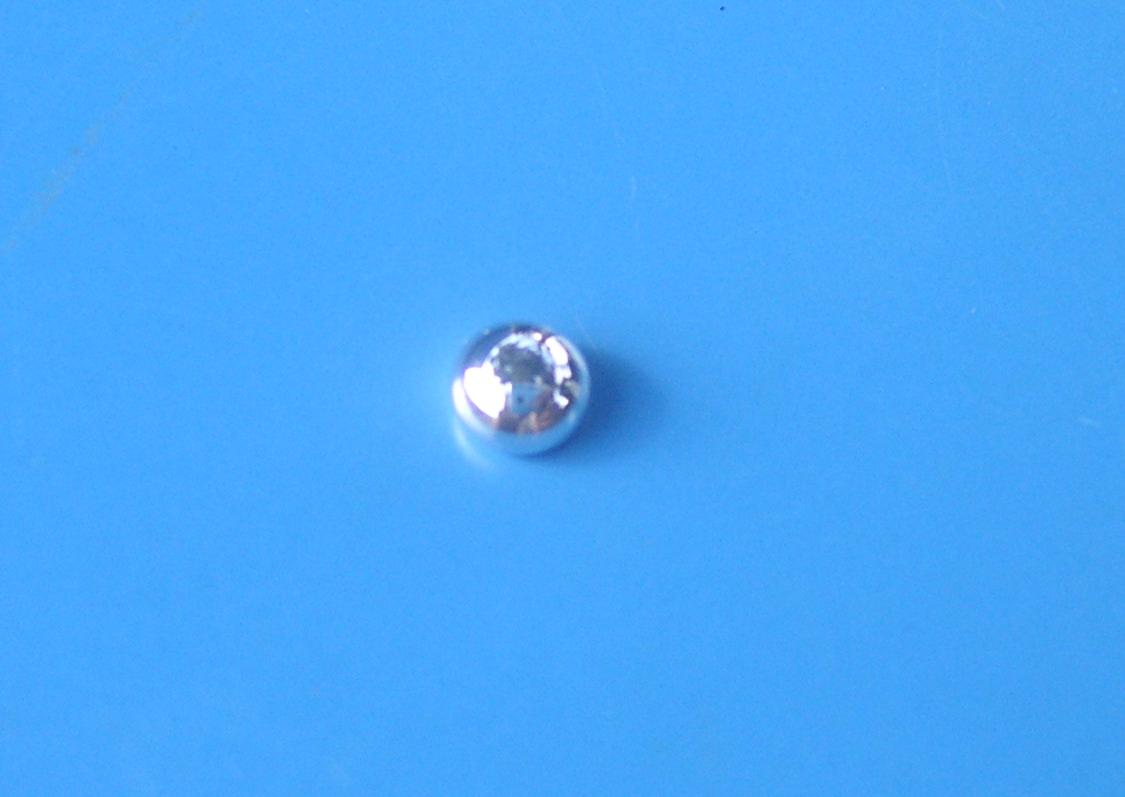
Mercuri

Els metalls són els elements químics que poden formar cations i enllaços iònics. Els metalls constitueixen un dels grups principals d'elements, junt amb els no metalls, semimetalls i gasos nobles. En la taula periòdica, els elements que van en diagonal del bor al poloni es consideren semimetalls, els que se situen a l'esquerra són els metalls, i els que apareixen a la dreta són els no metalls.
Els metalls generalment són brillants, tenen densitat i punt de fusió alts, són dúctils, durs i bons conductors de l'escalfor i de l'electricitat. Aquestes propietats es deuen a l'enllaç metàl·lic propi dels metalls, on els electrons exteriors dels metalls estan lligats només lleugerament als àtoms, formant un “mar” d'electrons de gran mobilitat que “banya” tots els àtoms.
Detallant una mica més, la ciència de materials defineix un metall com un material en el qual dins la seva estructura electrònica, hi ha paquets comuns a la banda de valència i a la banda de conducció (enllaç metàl·lic). Això dona als metalls la capacitat de conduir fàcilment la calor i l'electricitat, i generalment la capacitat de reflectir la llum, fet que els dona la seva peculiar brillantor. En absència d'una estructura electrònica coneguda, s'usa el terme per descriure el comportament d'aquells materials en els quals, en certs intervals de pressió i temperatura, la conductivitat elèctrica disminueix al pujar la temperatura, en contrast del que passa amb els semiconductors.
El concepte de metall es refereix tant a elements purs, com a aliatges amb característiques metàl·liques, com són l'acer i el bronze.
Els metalls comprenen la major part de la taula periòdica dels elements i se separen dels no metalls per una línia diagonal entre el bor i el poloni. Es poden classificar en diverses sèries químiques:
- Metalls alcalins
- Metalls alcalinoterris
- Lantànids
- Actínids
- Metalls de transició
- Metalls del bloc p, o altres metalls

En comparació amb els no metalls tenen baixa electronegativitat i baixa energia d'ionització, pel que és més fàcil que els metalls cedeixin electrons i més difícil que els guanyin.
En astrofísica es diu metall a tot element més pesant que l'heli.

## Història

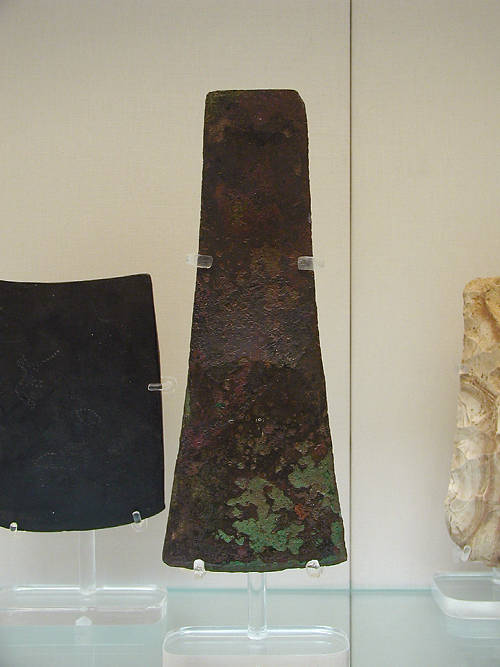
Eines de coure datades prop de 3000 aC. Antic Egipte.

Metalls com l'or, l'argent i el coure, van ser utilitzats des de la prehistòria. Encara que al principi només es feien servir si es trobaven fàcilment en estat metàl·lic pur (en forma d'elements natius), a poc a poc es va anar desenvolupant la tecnologia necessària per obtenir nous metalls a partir dels seus minerals, fonent-los en un forn amb carbó de fusta.
El primer gran avenç es va produir al poder augmentar la temperatura del forn insuflant-hi aire (oxigen) per mitjà de tubs de canya, aconseguint el descobriment del bronze, fruit de la utilització de mineral de coure amb incursions d'estany, entre 3500 aC i 2000 aC, en diferents regions del planeta, sorgint l'anomenada edat del bronze, que passa a l'Edat de Pedra.
Un altre fet important en la història va ser el descobriment del ferro, cap a 1400 aC. Els hitites van ser un dels primers pobles a utilitzar-lo per a elaborar armes, com espases, i les civilitzacions que encara estaven en l'edat del bronze, com els egipcis o els aqueus, van pagar car el seu endarreriment tecnològic.
No obstant això, en l'antiguitat no se sabia arribar a la temperatura necessària per fondre el ferro, per la qual cosa s'obtenia un metall impur que havia de ser modelat a cops de martell. Cap a l'any 1400 dC es van començar a utilitzar els forns proveïts de manxa, que permeten arribar a la temperatura de fusió del ferro, uns 1.535 °C.
En el sistema anomenat farga catalana, que permetia obtenir un ferro de gran qualitat sense arribar a la fusió, l'aire s'injectava mitjançant una trompa d'aigua.
La invenció de l'alt forn va permetre obtenir grans quantitats de ferro colat, amb un contingut de carboni molt alt. Henry Bessemer va descobrir una manera de produir acer en grans quantitats amb un cost raonable. Després de nombrosos intents fallits, va donar amb un nou disseny de forn (el convertidor Thomas-Bessemer) i, a partir de llavors, va millorar la construcció d'estructures en edificis i ponts, passant el ferro a un segon pla.
Poc després es va utilitzar l'alumini i el magnesi, que van permetre desenvolupar aliatges molt més lleugers i resistents, molt utilitzats en aviació, transport terrestre i eines portàtils.
Els elements metàl·lics, així com la resta d'elements, es troben ordenats en un sistema anomenat taula periòdica. La majoria dels elements d'aquesta taula són metalls.
Els metalls es diferencien de la resta d'elements, fonamentalment en el tipus d'enllaç que constitueixen els seus àtoms. Es tracta d'un enllaç metàl·lic i en ell els electrons formen una "núvol" que es mou, envoltant tots els nuclis. Aquest tipus d'enllaç és el que els confereix les propietats de conducció elèctrica, lluïssor, etc.
Hi ha tota mena de metalls: metalls pesants, metalls preciosos, metalls ferrosos, metalls no ferrosos, etc. i el mercat de metalls és molt important en l'economia mundial.
El titani, és l'últim dels metalls abundants i estables amb els quals s'està treballant, i s'espera que, en poc temps, l'ús de la tecnologia del titani es generalitzi.

## Propietats químiques

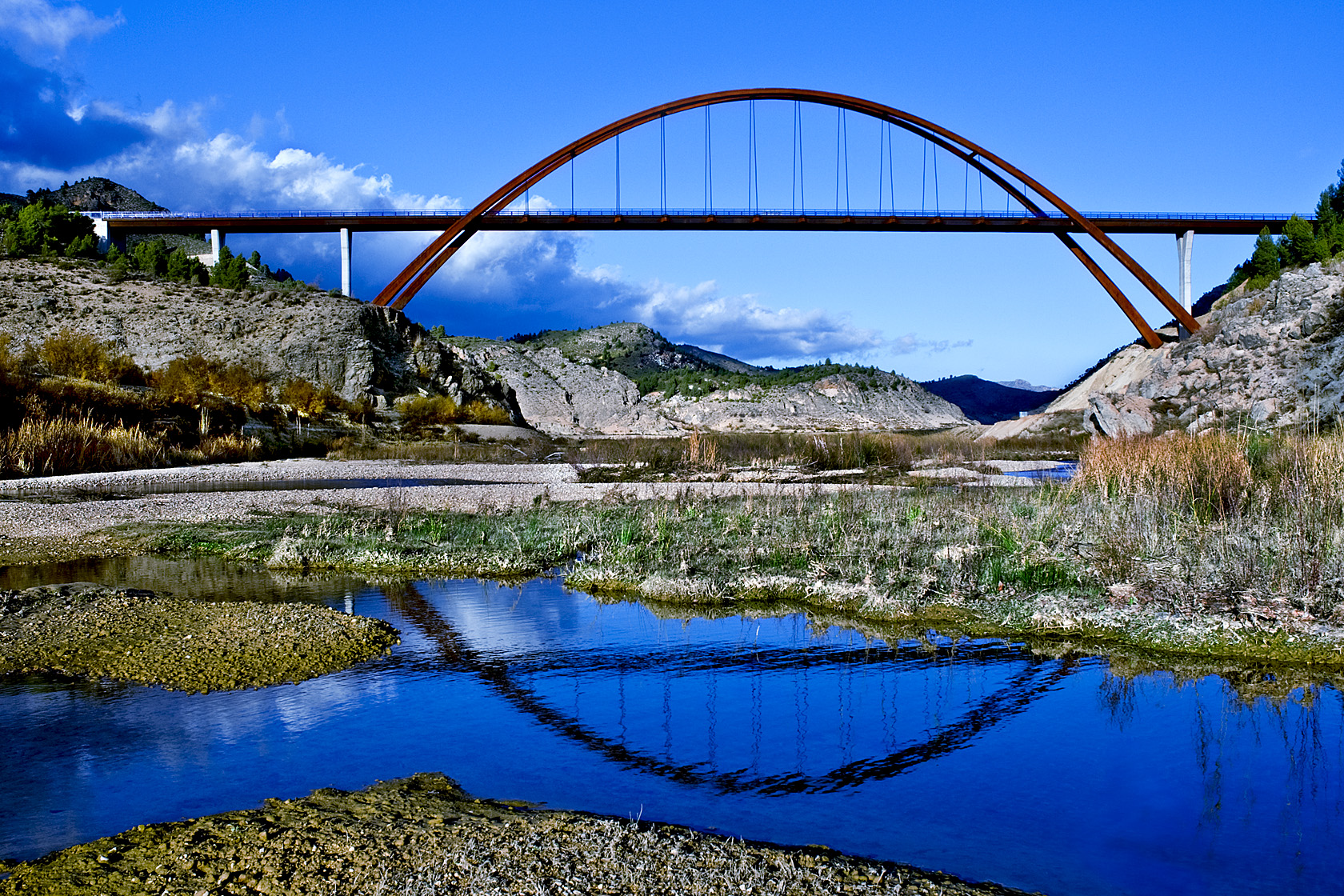
La gran resistència del metall al costat de la facilitat del seu treball el fan un material excel·lent per a qualsevol construcció, a la imatge el Pont de La Vicaria, sobre el Segura construït en acer corten.

El metalls tenen tendència a formar cations perdent electrons en reaccionar amb l'oxigen de l'aire per a formar òxids. La velocitat de reacció varia des del ferro que es rovella durant anys, fins al potassi que es consumeix en segons.
Exemples:
- 4Na + O₂ → 2Na₂O (òxid de sodi)
- 2Ca + O₂ → 2CaO (òxid de calci)
- 4Al + 3O₂ → 2Al₂O₃ (òxid d'alumini)

Els metalls de transició, com el ferro, el coure, el zinc i el níquel, triguen molt temps a oxidar-se, altres com el pal·ladi, el platí o l'or no s'oxiden perquè no reaccionen amb l'atmosfera. Alguns metalls formen una barrera d'òxid a la seva superfície que evita que ja no puguin penetrar més molècules d'oxigen, com l'alumini, alguns acers i el titani. L'òxid dels metalls és habitualment de tipus bàsic mentre que els dels no-metalls acostumen a ser de tipus àcid. La pintura, l'anoditzat o el revestiment són tècniques que permeten prevenir la corrosió dels metalls.

## Propietats físiques

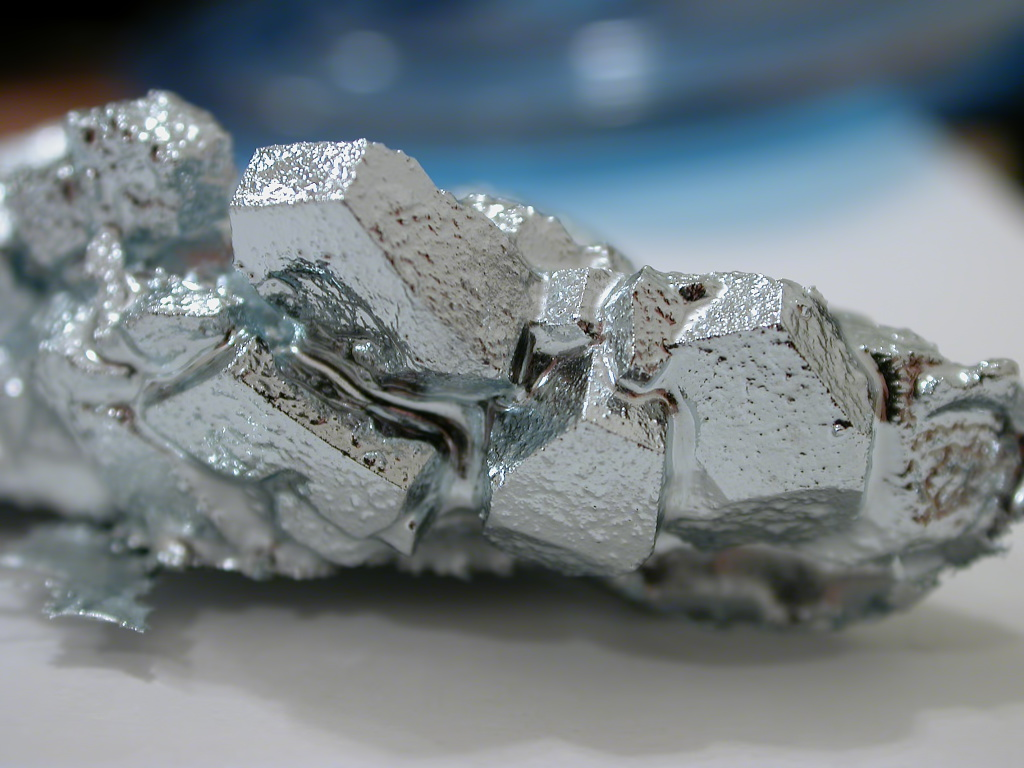
Cristalls de gal·li.

En general, els metalls presenten una gran conductivitat elèctrica i tèrmica, lluïssor i alta densitat, a més presenten la propietat de deformar-se sense fracturar-se quan són sotmesos a esforços. També hi ha diversos metalls, els alcalins i els alcalinoterris, que tenen una baixa densitat, duresa i punt de fusió, a més són extremadament reactius i per això és estrany de trobar-los en forma d'element metàl·lic.
Els metalls tenen certes propietats físiques característiques, entre elles són conductors de l'electricitat. La majoria d'ells són de color grisenc, però alguns presenten colors diferents, el bismut (Bi) és rosaci, el coure (Cu) vermellós i l'or (Au) groc. En altres metalls apareix més d'un color, aquest fenomen s'anomena policromat.
Altres propietats serien:
- Mal·leabilitat: capacitat dels metalls de fer-se làmines en ser sotmesos a esforços de compressió.
- Ductilitat: propietat dels metalls de modelar en filferro i fils en ser sotmesos a esforços de tracció.
- Tenacitat: resistència que presenten els metalls a trencar-se o en rebre forces brusques (cops, etc.)
- Resistència mecànica: capacitat per a resistir esforç de tracció, compressió, torsió i flexió sense deformar ni trencar-se.

Solen ser opacs o de brillantor metàl·lic, tenen alta densitat, són dúctils i mal·leables, tenen un punt de fusió alt, són durs, i són bons conductors (calor i electricitat).
La ciència de materials defineix un metall com un material en el qual hi ha un encavalcament entre la banda de valència i la banda de conducció en la seva estructura electrònica (enllaç metàl·lic). Això li dona la capacitat de conduir fàcilment calor i electricitat, i generalment la capacitat de reflectir la llum, la qual cosa li dona la seva peculiar brillantor.

### Teoria del gas electrònic
Els metalls tenen certes propietats físiques característiques: a excepció del mercuri són sòlids en condicions ambientals normals, solen ser opacs i brillants, tenir alta densitat, ser dúctils i mal·leables, tenir un punt de fusió alt, ser durs, i ser bons conductors de la calor i l'electricitat.
Aquestes propietats es deuen al fet que els electrons exteriors estan lligats només «lleugerament» als àtoms, formant una mena de gas (també anomenat «gas electrònic", "núvol electrònic" o "mar d'electrons»), que es coneix com a enllaç metàl·lic. Drude i Lorentz, van proposar aquest model cap a 1900.
Mitjançant la teoria del «gas electrònic" podem explicar per què els metalls són tan bons conductors de la calor i l'electricitat, però cal comprendre la naturalesa de l'enllaç entre els seus àtoms.
Un primer intent per explicar l'enllaç metàl·lic consistir a considerar un model en el qual els electrons de valència de cada metall es podien moure lliurement en la xarxa cristal·lina. D'aquesta manera, el reticle metàl·lic es considera constituït per un conjunt d'ions positius (els nuclis envoltats per la seva capa d'electrons) i electrons (els de valència), en lloc d'estar formats per àtoms neutres.
En definitiva, un element metàl·lic es considera que està constituït per cations metàl·lics distribuïts regularment i immersos en un «gas electrònic» de valència deslocalitzats, actuant com un aglutinant electroestàtic que manté units als cations metàl·lics.
El model del «gas electrònic" permet una explicació qualitativa senzilla de la conductivitat elèctrica i tèrmica dels metalls. Atès que els electrons són mòbils, es poden traslladar des de l'elèctrode negatiu al positiu quan el metall se sotmet a l'efecte d'una diferència de potencial elèctric. Els electrons mòbils també poden conduir la calor transportant l'energia cinètica d'una part a una altra del vidre. El caràcter dúctil i mal·leable dels metalls està permès pel fet que l'enllaç deslocalitzat s'estén en totes les direccions, és a dir, no està limitat a una orientació determinada, com succeeix en el cas dels sòlids de xarxes covalents.
Quan un vidre metàl·lic es deforma, no es trenquen enllaços localitzats, en comptes d'això, el mar d'electrons simplement s'adapta a la nova distribució dels cations, i l'energia de l'estructura deformada similar a l'original. L'energia necessària per a deformar un metall com el liti és relativament baixa, sent, com és lògic, molt major la que es necessita per a deformar un metall de transició, perquè aquest últim té molts més electrons de valència que són l'aglutinant electroestàtic dels cations.
Mitjançant la teoria del «gas electrònic" es poden justificar de forma satisfactòria moltes propietats dels metalls, però no és adequada per explicar altres aspectes, com la descripció detallada de la variació de la conductivitat entre els elements metàl·lics.

### Densitat
La majoria dels metalls tenen una densitat més gran que la dels no-metalls. Però hi ha una gran variació a la densitat dels diferents metalls, el liti és el menys dens mentre que a l'extrem oposat trobem l'osmi com al que presenta una densitat més gran. L'alta densitat de molts metalls és deguda a l'atapeït de la xarxa cristal·lina de la seva estructura metàl·lica. La força dels enllaços metàl·lics arriba al màxim vers el centre de la sèrie dels metalls de transició, atès que aquests elements tenen gran quantitat d'electrons deslocalitzats als enllaços metàl·lics. Tanmateix també hi ha d'altres factors involucrats com per exemple el radi atòmic, la càrrega nuclear efectiva o la forma del cristall entre d'altres.

### Mal·leabilitat i ductilitat

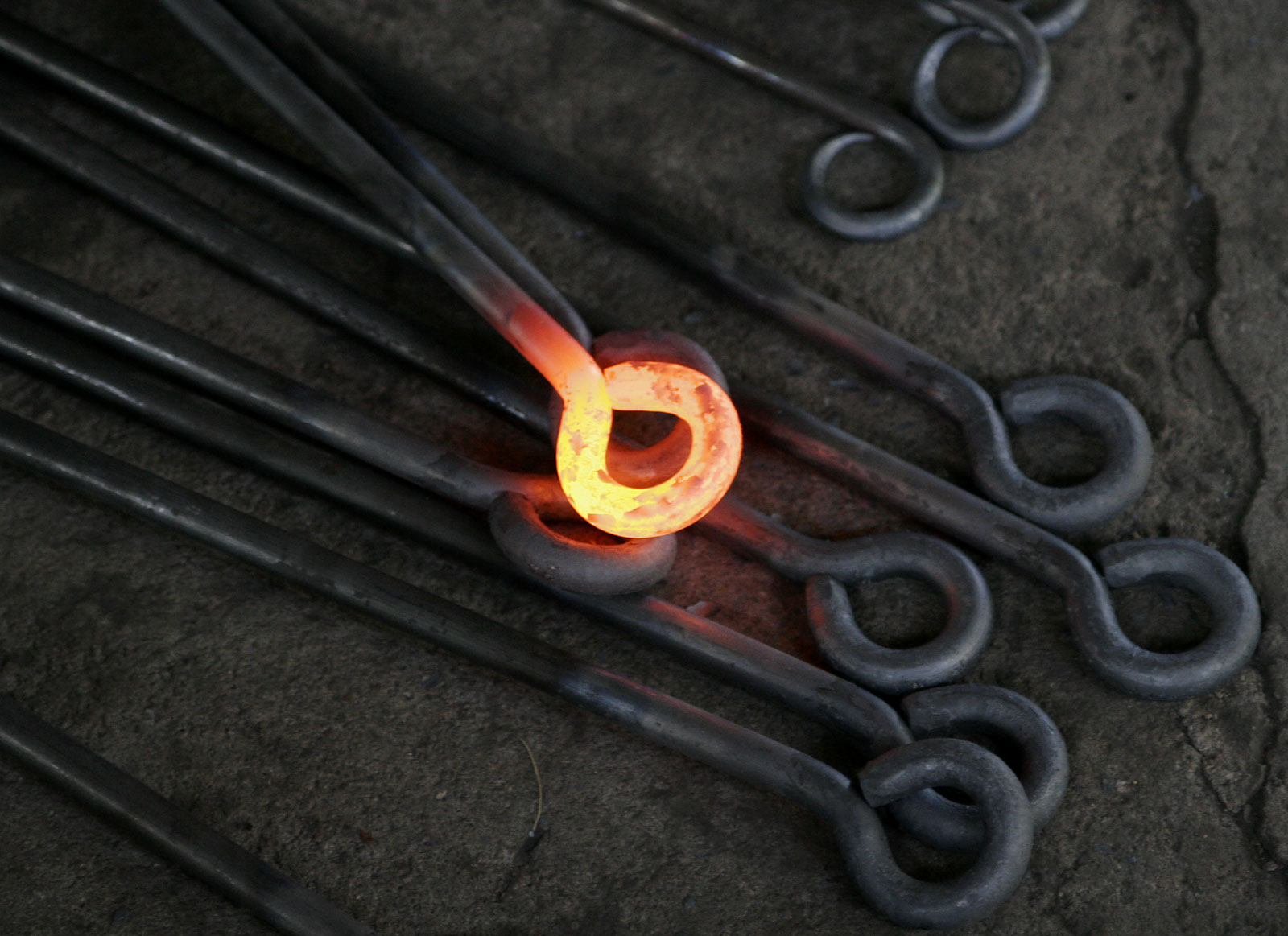
Metall roent escalfat per un ferrer per ser treballat.

La natura no direccional dels enllaços metàl·lics és la primera causa de la mal·leabilitat i la ductilitat dels metalls. Els plans d'àtoms de metall poden lliscar sobre els altres sotmesos a pressió, gràcies a la capacitat de deformació del cristall. Quan els plans d'un enllaç iònic llisquen sobre d'altres, el canvi resultant sobre la localització dels ions amb càrrega idèntica que esdevenen propers provoca l'exfoliació del cristall. En el cas dels enllaços covalents el que s'observa és la fractura.

### Conductivitat
Els metalls presenten en general una bona conductivitat, tant elèctrica com tèrmica. En destaquen l'argent, el coure i l'or.
La conductivitat elèctrica pot ser analitzada des d'un punt de vista microscòpic o macroscòpic. En el primer cas, la principal raó de la bona conductivitat rau a l'enllaç metàl·lic: els àtoms formen estructures de dues i tres dimensions que es repeteixen, les xarxes cristal·lines, al seu interior hi ha electrons gairebé lliures que circulen entorn els àtoms. Aquest moviment electrònic és el responsable de la bona conductivitat elèctrica, com més lliures són els electrons més bon conductor serà el metall.
Des d'un punt de vista macroscòpic és la teoria de bandes d'energia la que ens dona la resposta: als metalls la banda d'energia més alta ocupada i la més baixa buida s'encavalquen, o com a mínim es toquen. Per això fa falta molt poca energia per excitar un metall, com més fàcil sigui d'excitar un metall més fàcilment podrà cedir un electró i serà més bon conductor.

### Propietats magnètiques
Alguns metalls presenten propietats magnètiques remarcables com el ferromagnetisme, especialment en el cas del ferro, el cobalt i el níquel a temperatura ambient. Les propietats magnètiques varien quan es fan aliatges, i això s'aprofita per crear imants més potents o per anul·lar el magnetisme del metall, especialment en el cas del ferro.

## Aliatges
Un aliatge és una barreja de dos o més elements químics en una solució sòlida a la que el component majoritari és un metall. Molts metalls purs són massa tous, fràgils o massa reactius químicament per a ser utilitzats en aplicacions pràctiques. Combinant diferents proporcions de metalls en aliatges s'aconsegueix de modificar les propietats dels components purs assolint les característiques desitjades. El propòsit de fer aliatges és aconseguir materials menys fràgils, més durs, augmentar la resistència a la corrosió o millorar el color o la brillantor. Exemples d'aliatges en són l'acer (ferro i carboni), el llautó (coure i zinc), el bronze (coure i estany) o el duralumini (alumini i coure). Alguns aliatges per a propòsits especials com els motors de reacció poden contenir més de deu elements.
Els metalls poden formar aliatges entre si i es classifiquen en:
- Ultralleugers: Densitat en g/cm³ inferior a 2. Els més comuns d'aquest tipus són el magnesi i el beril·li.
- Lleugers: Densitat en g/cm³ inferior a 4,5. Els més comuns d'aquest tipus són l'alumini i el titani.
- Pesants: Densitat en g/cm³ superior a 4,5. Són la majoria dels metalls.

Vegeu també la classificació dels metalls en la taula periòdica.

## Obtenció

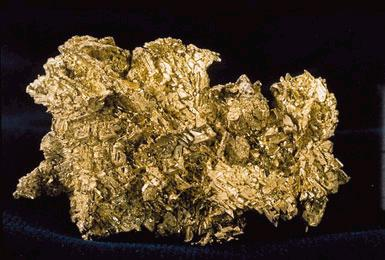
Un fragment d'or natiu

Alguns metalls es troben en forma d'elements natius, com l'or, l'argent i el coure, tot i que no és l'estat més usual.
Molts metalls es troben en forma d'òxids. L'oxigen, en estar present en grans quantitats en l'atmosfera, es combina molt fàcilment amb els metalls, que són elements reductors, formant compostos com la bauxita (A1₂O₃) i la limonita (Fe₂O₃).
Els sulfurs constitueixen el tipus de mena metàl·lica més freqüent. En aquest grup destaquen el sulfur de coure (I), Cu₂S, el sulfur de mercuri (II), HgS, els sulfur de plom, PbS i el sulfur de bismut (III), Bi₂S₃.
Els metalls alcalins, a més del beril·li i el magnesi, se solen extreure a partir dels clorurs dipositats per l'evaporació de mars i llacs, tot i que també s'extreu de l'aigua del mar. L'exemple més característic és el clorur de sodi, o sal comuna, NaCl.
Alguns metalls alcalinoterris, com el calci, l'estronci o el bari, s'obtenen a partir dels carbonats insolubles en què estan inclosos.
Finalment, els lantànids i actínids se solen obtenir a partir dels fosfats, que són unes sals en les quals poden estar inclosos.

## Usos a la indústria
Alguns metalls com l'antimoni, el cadmi o el liti que es destinen a utilitzacions especials. Els pigments grocs i taronges del cadmi són molt cercats per la seva gran estabilitat, com a protecció contra la corrosió, per a les soldadures i els aliatges corresponents i per a la fabricació de bateries de níquel i cadmi, considerades excel·lents per la seguretat de llur funcionament. També és emprat com a estabilitzador en els materials plàstics (PVC) i com a aliatge per millorar les característiques mecàniques del filferro de coure. La seva producció es duu a terme en el moment de la refinació de zinc, amb el que està lligat, es tracta d'un contaminant perillós.
El liti és un metall lleuger que s'empra principalment en la producció de ceràmica i de vidre, com a catalitzador de polimerització i com a lubricant, així com per a l'obtenció de l'alumini mitjançant l'electròlisi. També és emprat per soldar, a les piles i a les bateries per a rellotges, en medecina (tractament de les depressions) i en química.
El níquel, a causa de la seva elevada resistència a la corrosió, serveix per niquelar els objectes metàl·lics, amb l'objectiu de protegir-los de l'oxidació.
El denominat "ferro blanc" és, en realitat, una làmina d'acer dolç que rep un bany de clorur de zinc fos, i a la que se li dona després un revestiment especial d'estany.

### Aplicacions curioses i altres detalls
A part de les aplicacions convencionals, els metalls i els aliatges han estat emprats en aplicacions menys conegudes o tenen presència en processos prou importants com per a ser esmentats:
- Una de les primeres peces fabricades d'alumini fou un sonall per a infants de bolquers encarregat per l'emperador Napoleó III l'any 1856.[11]
- En alguns martells utilitzats en el llançament de martell, la bola té un nucli d'osmi disposat excèntricament.[12]
- El nitinol és un aliatge amb memòria de forma i superplasticitat.
- Alguns ocells tenen petits cristalls de magnetita al cervell. Cristalls magnètics que podrien servir de brúixola per a guiar algunes espècies en les seves migracions.[13]
- Micro-meteorits. De forma constant la terra és bombardejada per meteorits. La majoria són aliatges de ferro i es poden "collir" amb un imant.[14][15]
- Hemoglobina. El color vermell de la sang és degut al ferro.
- Clorofil·la. El color verd és degut al magnesi.
- Ferro nadiu al Chaco.[16] Hi ha altres exemples notables de ferro o acer nadius: Mondragón, Noricum,...

## Dilatació dels metalls
Els metalls són materials que tenen una elevada dilatació, en part a causa del seu conductibilitat. Les dilatacions són perceptibles de vegades encara amb els canvis de temperatura ambiental. Es mesuren linealment i es fixa la unitat de longitud per a la variació d'1 °C de temperatura. Mal·leabilitat és la propietat dels metalls de poder fer variacions en la seva forma i tot ser reduïts a làmines de poc gruix a temperatura ambient, per pressió contínua, martellejat o estirat. Produint les modificacions en el metall, s'arriba a un moment en què el límit d'elasticitat és excedit, tornant-se el metall dur i trencadís, és a dir, pateix deformacions cristall que ho fan fràgil. La mal·leabilitat es pot recuperar mitjançant el recuit, que consisteix a escalfar el metall a una alta temperatura després de laminat o estirat, i deixar-lo refredar lentament. La mal·leabilitat s'aprecia per la subtilesa del laminat. Prenent l'or com a base, se sol fer la següent classificació: 1 Or 2 Plata. 3 Coure. 4 Alumini. 5 Estany. 6 Platí. 7 Plom. 8 Zinc. 9 Ferro. 10 Níquel.

## Definicions de termes utilitzats en unafoneria
- Aliatge: Un aliatge és la barreja de dos o més elements, sent un d'ells el metall.
- Ferro colat: Ferro líquid amb menys impureses que el ferro inicial.
- Escòria: Les impureses que reaccionen amb calcària.
- Alt forn: Forn per fer aliatges i foses, s'assoleixen temperatures molt elevades. Cal construir amb materials refractaris, és a dir molt resistents a la calor.

## Fractura en materials metàl·lics
- Fractura dúctil: se sol presentar de manera transgranular, és a dir, a través dels grànuls, als metalls dúctils i amb bona tenacitat.

La deformació succeeix abans de la fractura final, es pot observar una deformació, la modificació visible que sembla un coll, entallament o estricció just a la part on s'ocasiona la falla. Aquestes fractures poden ser ocasionades per sobrecàrregues simples o en aplicar un esforç molt gran al material.
Si es realitza una prova de tensió en un assaig simple el procés de fractura serà amb la nucleació, el creixement i la coalescència de micro-forats, formats quan un gran esforç crea una separació en els límits dels grànuls, segons l'esforç augmenta la separació dels grànuls crea cavitats encara més grans amb la qual cosa l'àrea de contacte amb el metall és molt petita i no pot suportar la càrrega provocant finalment la fractura.
- Fractura Fràgil: Succeeix en els metalls i aliatges d'alta resistència o es pot presentar en els de mala ductilitat i tenacitat, sense importar que els metalls tenen dins les seves propietats la ductilitat, ja que exposats a baixes temperatures poden fallar per fragilitat, així com en les seccions gruixudes o per imperfeccions.

Les fractures fràgils són observades amb freqüència quan és l'impacte i no la sobrecàrrega és el que causa la falla. El procés comença formant una petita esquerda, imperfecció, on es concentra l'esforç. L'esquerda es pot estendre amb una velocitat propera a la del so, que es propaga amb més facilitat al llarg de plans cristal·lins específics.

## Astronomia

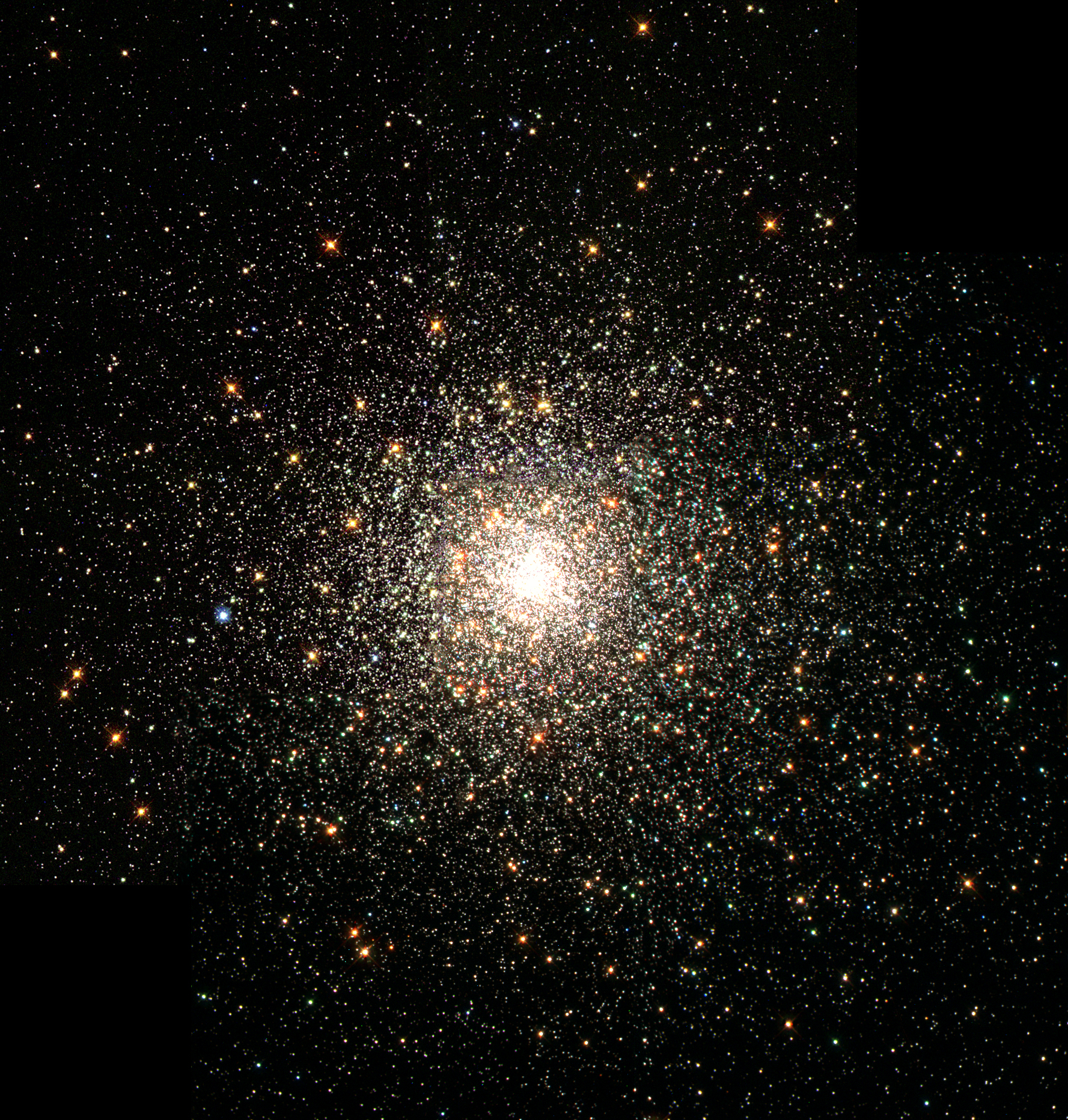
El cúmul globular M80 situat a la constel·lació d'Escorpió. Les seves estrelles formen part de la classe II, per la seva antiguitat són pobres en metall.

En astronomia hi ha un ús especial del terme metall (per a referir-se a qualsevol element diferent de l'hidrogen i l'heli que hi ha als estels al medi estel·lar, incloent substàncies que químicament són no-metalls com el neó, el fluor o l'oxigen. Així es parla de la metal·licitat d'un estel per referir-se al seu contingut en elements pesants. Gairebé tot l'hidrogen i l'heli de lUnivers va ser creat durant la nucleosíntesi primordial mentre que la totalitat dels metalls han estat creats per nucleosíntesi a les estrelles o a les supernoves. El Sol i la Via Làctia es componen grosso modo d'un 74% d'hidrogen, un 24% d'heli i un 2% de metalls (la resta d'elements amb un nombre atòmic entre 3 i 118).
- Índex de metal·licitat

Freqüentment la metal·licitat s'expressa utilitzant com a patró l'abundància d'elements metàl·lics del Sol. Aquesta mesura no és de caràcter absolut sinó relativa. Les línies d'absorció que es comparen són les de l'hidrogen amb les del ferro. La metal·licitat del Sol és d'un 1,6% en massa. L'índex de metal·licitat s'expressa com a %[Fe/H] que representa el logaritme del quocient entre l'abundància de metalls a l'estrella i l'abundància solar. Aquesta és la seva fórmula:
{\displaystyle [Fe/H]=\log {\left({\frac {ab.Fe}{ab.H}}\right)_{*}}-\log {\left({\frac {ab.Fe}{ab.H}}\right)_{sol}}}
on ab és l'abundància de ferro (Fe) o hidrogen (H) segons el cas.
L'índex de metal·licitat del Sol serà {\displaystyle [Fe/H]=0}. Els objectes més pobres en metalls que el Sol tenen un índex de metal·licitat negatiu i els més rics tenen un índex positiu. Com l'escala és logarítmica, una metal·licitat de "-1" equivaldrà a una abundància deu vegades menor a la del Sol i un índex de valor "+1" a una abundància deu vegades major.
La metal·licitat d'un objecte astronòmic pot proporcionar una indicació de la seva edat. Les estrelles observades més antigues, conegudes com a classe II, tenen metal·licitats molt baixes.